# Longepi durin
Longepi durin is een spinnensoort uit de familie Lamponidae. De soort komt voor in West-Australië.